# Péter Hannich
Dans le nom hongrois Hannich Péter, le nom de famille précède le prénom, mais cet article utilise l’ordre habituel en français Péter Hannich, où le prénom précède le nom.
Péter Hannich (né le 30 mars 1957 à Győr en Hongrie) est un joueur de football hongrois.